# Theater Mär
Theater Mär ist ein Hamburger Schauspieltheater für Kinder. Sein Symbol ist eine rote Wäscheklammer, die seit der ersten Inszenierung in jedem der sämtlich selbst produzierten Stücke vorkommt.

## Das Theater
Es wurde 1990 von den beiden Schauspielern Ania Michaelis  und Peter Markhoff gegründet. Markhoff ist der Leiter des freien Ensembles. War die ursprüngliche Intention, vorwiegend Märchen zu dramatisieren und zu spielen, hat sich die Bühne seit der Jahrtausendwende auf Inszenierungen für Kinder ab 3 Jahre nach der Vorlage bekannter Bilderbücher spezialisiert. Seit 2009 bringt das Theater zwei seiner Stücke – „Die kleine Raupe Nimmersatt“ und „Die Königin der Farben“ – auch auf Englisch an Grundschulen und in Kindergärten. 2009 hat es zusammen mit dem Altonaer Theater die Aufführungsreihe „Theaterminis – die Bühne für die Allerkleinsten der Stadt“ organisiert, 2011 wurde sie in Kooperation mit dem Hamburger Sprechwerk in erweiterter Form wiederholt.

## Spielorte
Das Theater Mär hat keinen eigenen Spielort. Es tritt aber regelmäßig zur Weihnachtszeit mit allen Stücken im Altonaer Theater auf und ist ansonsten als Tourneebühne deutschlandweit unterwegs. Gespielt wird etwa in Stadttheatern, Kulturzentren, Kirchen, Schulen, Kindergärten und open air. Für das Goethe-Institut kam das Theater auch über Europa hinaus. Von diesem organisiert, gab es seit 2002 Aufführungen des Stückes „Die Königin der Farben“ in der Türkei, Serbien, Frankreich, Japan, Spanien, Bolivien, Israel, Lettland, Mazedonien und Polen.

## Abgespielte Stücke (mit Jahr der Premiere und Altersempfehlung)
- „Das Märchen vom Fischer und seiner Frau“ nach den Brüdern Grimm, 1989, ab 5 Jahre
- „Das Märchen vom Gevatter Tod“ nach den Brüdern Grimm, 1991, ab 8 Jahre
- „Frederick - das Mäusemusical“ nach dem Bilderbuch von Leo Lionni, 1998, ab 6 Jahre
- „Klingt meine Linde“ nach dem Märchen von Astrid Lindgren, 2002, ab 8 Jahre – gefördert durch die Hamburger Kulturbehörde
- „Flohzirkus“  2009, ab 3 Jahre – gefördert durch die Hamburger Kulturbehörde
- „Haste Töne“ – KinderLiederRevue,  1996, Wiederaufnahme  2004, ab 4 Jahre
- „Weißt du eigentlich, wie lieb ich dich hab?“ nach dem Bilderbuch von Sam McBratney und Anita Jeram, 2005, ab 3 Jahre

## Aktuelle Stücke (mit Jahr der Premiere und Altersempfehlung)
- „Der Maulwurf Grabowski“ nach dem Bilderbuch von Luis Murschetz, 1997, ab 4 Jahre
- „Die Königin der Farben“[3] nach dem Bilderbuch von Jutta Bauer, 2000, ab 4 Jahr – gefördert durch die Hamburger Kulturbehörde
- „Die kleine Raupe Nimmersatt“ nach dem Bilderbuch von Eric Carle, 2007, ab 3 Jahre – gefördert durch die Hamburger Kulturbehörde
- „Oh, wie schön ist Panama“ nach dem Bilderbuch von Janosch, 2010, ab 3 Jahre
- „Kleine Welten“ nach den Bildwelten von Wassily Kandinsky, 2012, ab 4 Jahre – gefördert durch die Hamburger Kulturbehörde und den Fonds Darstellende Künste e.V.
- „Elmar, der bunte Elefant“ nach dem Bilderbuch von David McKee, 2012, ab 4 Jahre (für das Jubiläum des Projekts Kindertheater des Monats Schleswig-Holstein[4] produziert)
- „Das Papperlapapp der Tiere“ – Musiktheater,  2013, ab 3 Jahre – gefördert durch die Hamburgische Kulturstiftung
- „Eins Zwei Drei Tier“ – nach dem Bilderbuch von Nadia Budde, 2013, ab 2 Jahre – gefördert durch die Hamburger Kulturbehörde

## Auszeichnungen
- 1995: „Das Märchen vom Gevatter Tod“: Kindertheater des Monats Schleswig-Holstein
- 1999: „Der Maulwurf Grabowski“: Kindertheater des Monats Schleswig-Holstein
- 2001: „Die Königin der Farben“: nominiert für das 6. Kinder- und Jugendtheatertreffen, Berlin 2001
- 2001: „Das Märchen vom Fischer und seiner Frau“: Kindertheater des Monats Schleswig-Holstein
- 2002: „Die Königin der Farben“: 1. Preis als beste Inszenierung auf dem Internationalen Kindertheaterfestival in Subotica, Serbien
- 2002: „Der Maulwurf Grabowski“: Kindertheater des Monats Schleswig-Holstein
- 2003: „Die Königin der Farben“: Kindertheater des Monats in Schleswig-Holstein
- 2006: „Haste Töne - KinderLiederRevue“: Kindertheater des Monats Schleswig-Holstein
- 2006: Hamburger Stadtteilkulturpreis für das Schulprojekt „Land der Farben“ in Kooperation mit dem Stadtteilkulturzentrum „Motte“, ausgehend von der Inszenierung „Die Königin der Farben“[5]
- 2006: „Die kleine Raupe Nimmersatt“: Kindertheater des Monats Schleswig-Holstein

## Mitgliedschaften
- ASSITEJ, Deutschland Internationale Vereinigung des Theaters für Kinder und Jugendliche
- KITSZ e.V. – Kindertheaterszene Hamburg

## Referenzen
- Blogger über „Die Königin der Farben“ in Warschau im Juni 2011
- Deutsche Botschaft in Warschau Projekt „Nachbarn 2.0“ des Goethe-Instituts und der polnischen Botschaft
- des Monats in Schleswig-Holstein
- Theater heute 8/9 2001